# Julius von Hartmann (Phổ)

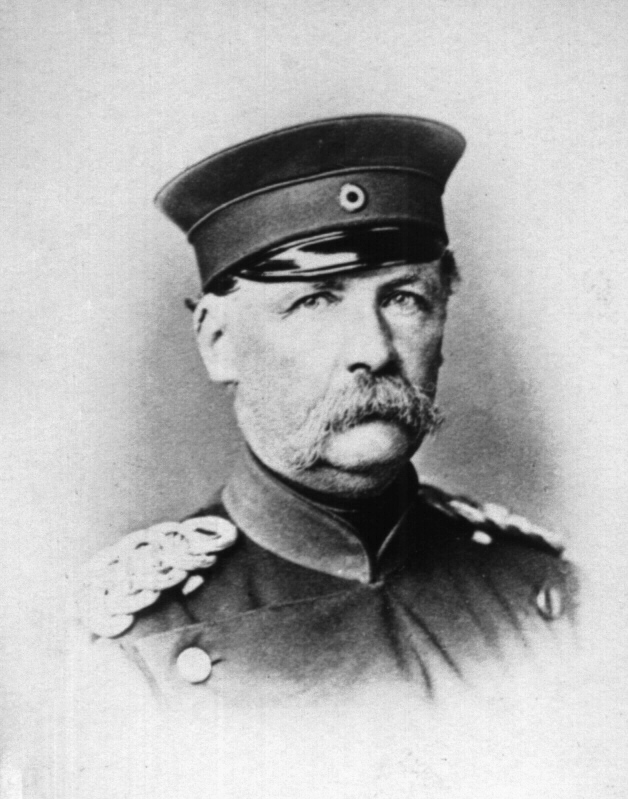
Julius von Hartmann

Julius Hartwig Friedrich von Hartmann (2 tháng 3 năm 1817 tại Hannover – 30 tháng 4 năm 1878 tại Baden-Baden) là một Thượng tướng Kỵ binh của Phổ. Ông đã từng tham chiến trong cuộc Chiến tranh Áo-Phổ (1866) và cuộc Chiến tranh Pháp-Đức (1870 – 1871) và giữ chức Thống đốc Straßburg.

## Gia đình
Ông sinh vào tháng 3 năm 1817, là con trai của Thượng tướng Pháo binh Hannover Julius von Hartmann (1774 – 1856) với người vợ đầu của ông này là Sophie Hausmann (1788 – 1824).
Vào ngày 3 tháng 5 năm 1849, tại Hildesheim, Hartmann thành hôn với bà Luise Hartmann (21 tháng 12 năm 1825 tại Nienburg/Weser – 28 tháng 1 năm 1906 tại Illenau thuộc Achern, Baden).
Vào ngày 29 tháng 5 năm 1856, tại Sanssouci, khi Hartmann đang là Thiếu tá trong Trung đoàn Thương kỵ binh số 3, địa vị quý tộc Hannover cũ của ông được đổi thành quý tộc Phổ.

## Sự nghiệp quân sự
Vào năm 1834, Hartmann gia nhập Trung đoàn Khinh kỵ binh số 10 của Phổ tại Aschersleben. Năm sau (1835, ông được phong cấp sĩ quan và học tại Trường Quân sự Tổng hợp (Allgemeinen Kriegsschule) kể từ năm 1839 cho đến năm 1842. Các cấp trên của ông đều thừa nhận năng lực học tập của ông. Sau khi được ủy nhiệm trong Cục Đo đạc Địa hình của Bộ Tổng tham mưu năm 1844, ông gia nhập Bộ Tổng tham mưu vào năm 1848. Với cấp hàm Đại úy của Bộ Tổng tham mưu, ông đã tham gia đánh dẹp cuộc nổi dậy ở Baden.
Vào tháng 7 năm 1848, ông được lên quân hàm Trung úy. Năm 1850, Hartmann được Bộ Ngoại giao Phổ phái đến Schleswig-Holstein; các bản báo cáo của ông về tình hình hai công quốc này cho thấy sự quan sát chặt chẽ và những nhận định đầy sức thuyết phục của ông, "về mọi mặt đều đáng được xuất bản". Tiếp sau đó, ông được bổ nhiệm vào một số bộ chỉ huy quân sự tại Böhmen, Sachsen và Schlesien. Ông gia nhập Bộ Tham mưu của Quân đoàn III vào tháng 2 năm 1851, được thăng quân hàm Thiếu tá trong Bộ Tổng tham mưu vào năm 1853 rồi được phong chức Trung đoàn trưởng Trung đoàn Long kỵ binh số 2 vào năm 1856, và chỉ huy trung đoàn này cho tới năm 1857.
Cùng năm đó, với quân hàm Thượng tá, Hartmann lãnh nhiệm chức Trưởng Khoa Quân sự (Abteilung für Armeeangelegenheiten) trong Phổ. Nhận thấy sự yếu kém của quân đội Phổ qua những trải nghiệm chiến tranh trước đó, ông thúc đẩy việc tiến hành tái cấu trúc Phổ và đã đệ trình dự thảo này lên Nghị viện với tư cách là Ủy viên Vương triều (Regierungskommissar). Vào ngày 12 tháng 6 năm 1860, Hartmann được nhậm chức Tham mưu trưởng của Quân đoàn VI tại Breslau và vào tháng 1 năm 1863, ông lãnh chức Lữ đoàn trưởng Lữ đoàn Kỵ binh số 9, và chỉ huy lữ đoàn cho đến tháng 5 năm 1864 thì được bổ nhiệm làm Tư lệnh Quân khu Biên giới 1 và 2 (Militärgrenzbezirk) chống lại những kẻ xâm lược Ba Lan ở biên giới Phổ-Nga. Vào năm 1865, Hartmann được thăng hàm Thiếu tướng và trở thành vị Thống lĩnh đầu tiên của Koblenz và Ehrenbreitstein.
Trong cuộc Chiến tranh Bảy tuần với Áo vào năm 1866, ông được giao chỉ huy Sư đoàn Kỵ binh Trừ bị thuộc Tập đoàn quân số 2. Ông đã tham gia truy kích quân đội Áo trong trận Königgrätz, và phối hợp với Lữ đoàn Malotki đánh nhau với người Áo ở Tobitschau và Roketnitz. Tại Tobitschau, ông thu giữ được 16 khẩu pháo dưới làn đạn ác liệt của đối phương, và đây được xem là bằng chứng tốt nhất về hiệu quả của kỵ binh trong Chiến tranh Bảy tuần. Trong một cuộc duyệt binh ở Brünn, vua Wilhelm I đã bày tỏ sự hài lòng của mình đối với Hartmann. Sau chiến thắng, ông trở về pháo đài Koblenz, và được thăng cấp hàm Trung tướng vào năm 1867. Không lâu sau đó, ông được phái đến München với vai trò là đại biểu quân sự, để hỗ trợ cho dự kiến cải tổ quân đội Bayern của Bộ Chiến tranh nước này. Đến năm 1868, ông lãnh nhiệm chức Sư đoàn trưởng Sư đoàn số 2 ở Danzig và hai năm sau đó, khi cuộc Chiến tranh Pháp-Đức (1870 – 1871) bùng nổ, ông được giao chỉ huy Sư đoàn Kỵ binh số 1.
Hartmann đã chỉ đạo sư đoàn của minh tham gia các trận đánh quyết liệt tại Colombey-Nouilly và Gravelotte-St. Privat, rồi tham gia cuộc vây hãm Metz cho đến cuối tháng 9 năm 1870. Sau đó, ông được cử làm chỉ huy các lực lượng Đức quanh Thionville (tiếng Đức: Diedenhofen) trong một thời gian, và sau khi pháo đài Metz thất thủ, ông kéo quân đến trung lưu sông Seine và Loire để cùng với Tập đoàn quân số 2 do Vương thân Friedrich Karl chỉ huy chống nhau với các lực lượng của nền Cộng hòa Pháp non trẻ. Tại đây, ông tham chiến trong trận Beaune-La-Rolande vào ngày 28 tháng 11 năm 1870, sau đó ông hành binh đến Vendôme và giao chiến ác liệt với đối phương ở Coulommiers. Vào ngày 15 tháng 12 năm 1871, ông chỉ huy một Phân bộ quân (Heeresabtheilung) đánh nhau dữ dội với quân Pháp tại Villechauve và Chateau-Renault. Cuối cùng, vào ngày 19 tháng 1 năm 1871, ông đánh chiếm Tours, tại đây ông được tin về Hiệp định đình chiến giữ hai nước. Sau đại thắng của người Đức trong cuộc chiến, Hartmann được bổ nhiệm làm Thống đốc Straßburg (Elsass) vào cuối tháng 5 năm 1871, và được mô tả là "người đúng việc đúng chỗ".
Vào năm 1873, Hartmann phong cấp bậc Thượng tướng Kỵ binh và vào tháng 5 năm 1875, ông được giải ngũ. Ông dời về Freiburg im Breisgau và từ trần vào tháng 4 năm 1878.

## Tác phẩm
- Der königlich hannoversche General Sir Julius von Hartmann. Hannover 1858
- Die allgemeine Wehrpflicht. (Zeitfragen des christlichen Volkslebens; 4). Heilbronn 1876
- Lebenserinnerungen: Briefe und Aufsätze. 2 Bde. Berlin 1882, xuất bản sau khi mất
- Briefe aus dem Deutsch-Französischen Kriege 1870-71. Kassel 1893, xuất bản sau khi mất
- Briefe aus dem Feldzuge 1866. Berlin 1898, xuất bản sau khi mất